# Los Llanitos, Guanajuato
Los Llanitos är en ort i Mexiko.   Den ligger i kommunen Jaral del Progreso och delstaten Guanajuato, i den centrala delen av landet, 230 km nordväst om huvudstaden Mexico City. Los Llanitos ligger 1 727 meter över havet och antalet invånare är 792.
Terrängen runt Los Llanitos är platt åt nordost, men åt sydväst är den kuperad. Runt Los Llanitos är det ganska tätbefolkat, med 111 invånare per kvadratkilometer. Närmaste större samhälle är Valle de Santiago, 10,4 km väster om Los Llanitos. Trakten runt Los Llanitos består till största delen av jordbruksmark.